# Linden am Kirchhofeingang in Friemen
Die Linden am Kirchhofeingang in Friemen im nordhessischen Werra-Meißner-Kreis sind in der Mitte der 1930er Jahre zu Naturdenkmalen erklärt worden. Das Alter der beiden Bäume ist unbekannt.

## Standort
Die beiden alten Linden stehen dicht beieinander auf dem Friedhof am westlichen Ortsausgang von Friemen, das am 31. Dezember 1971 im Rahmen der hessischen Gebietsreform als Ortsteil in die Stadt Waldkappel eingegliedert wurde. Die urkundlich nachgewiesenen Namen „Vriemannes“, erstmals 1317 und „zu Frymannen“, im Jahr 1382, lassen vermuten, dass der kleine Ort einst aus einem befestigten Freihof oder Allod entstand, der im weiteren Verlauf der Geschichte den Ort prägte. Noch zu Beginn des 20. Jahrhunderts sind die Bewohner von Friemen alle Gutsarbeiter oder Handwerker gewesen. Das Gut mit seinen 278 Hektar war 1910 noch größer als der gesamte übrige bäuerliche Besitz, der 168 Hektar umfasste.

## Grabstelle des Gutsbesitzers Brenning
In unmittelbarer Nähe zu den beiden Bäumen befindet sich das Grab des hannoverschen Majors a. D. Johann Nicolaus Brenning, der in Friemen begütert war. Brenning, im Dezember 1788 in Altona geboren, starb am 14. Februar 1855 in Friemen. Von 1852 bis 1854 war er Mitglied der Zweiten Kammer der Kurhessischen Ständeversammlung für den größeren Grundbesitz. Seine Ruhestätte, mit der noch vollständig erhaltenen Grabeinfassung und dem gusseisernen Kreuz, steht aus künstlerischen Gründen als Kulturdenkmal unter Denkmalschutz. Im Denkmalverzeichnis des Landes Hessen hat die Grabstelle die Nummer 38823.

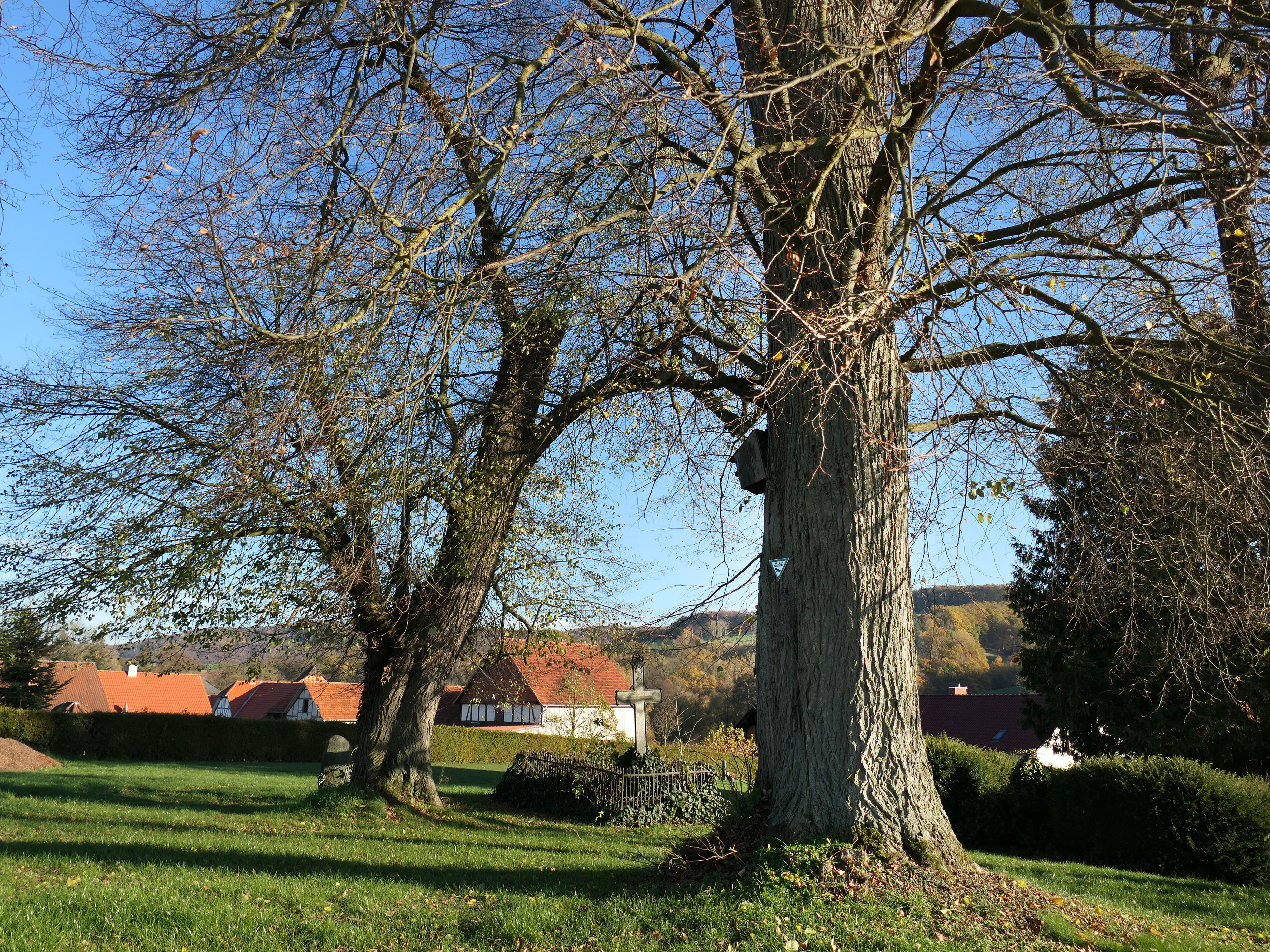
Die Linden am westlichen Ortsausgang
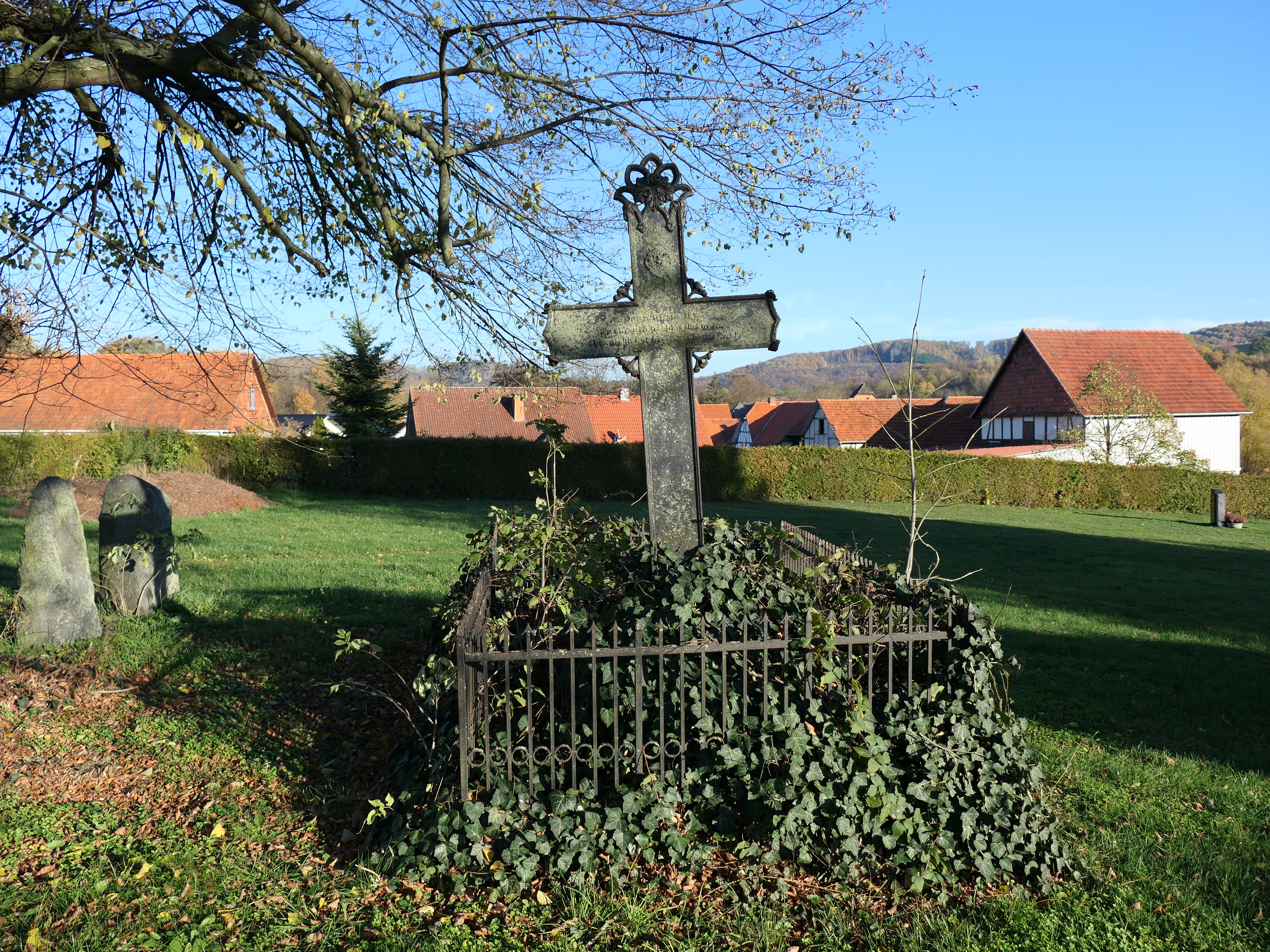
Grabstelle des Gutsbesitzers Brenning

## Schutz
Die Linden am Kirchhofeingang, die in der Liste der Naturdenkmale im Werra-Meißner-Kreis die Nummer ND 636.540 besitzen, werden als „rechtsverbindlich festgesetzte Einzelschöpfung der Natur“ durch das Bundesnaturschutzgesetz besonders geschützt. Anlässlich der Neuregelung des Naturschutzes durch das Naturschutzgesetz vom 26. Juni 1935 sind die Bäume mit Zustimmung der höheren Naturschutzbehörde unter der laufenden Nummer 40 in das Naturdenkmalbuch des Kreises Eschwege eingetragen worden und erhielten mit dem Inkrafttreten der Verordnung zur Sicherung von Naturdenkmalen in den Stadt- und Landkreisen des Regierungsbezirks Kassel am 1. November 1936 den Schutz des Reichsnaturschutzgesetzes.